# Milo Yiannopoulos
Milo Yiannopoulos (18 de outubro de 1984) é um jornalista, empresário e palestrante britânico. Trabalhou como editor para o Breitbart News, um tabloide conservador com sede nos Estados Unidos.

## Vida pessoal e carreira
Yiannopoulos foi criado em uma pequena cidade próxima a Kent, no sul da Inglaterra. Ele é um católico praticante. Seu pai é grego e sua mãe judia.  Seus pais se divorciaram enquanto ele era jovem e ele foi criado por sua mãe e seu segundo marido, com quem ele não tinha um bom relacionamento. Na adolescência, Yiannopoulos viveu com sua avó.
Frequentou a Universidade de Manchester, abandonando-a antes de completar a graduação. Passou a frequentar o Wolfson College, onde estudou literatura inglesa por dois anos até abandonar o curso. Yiannopoulos foi, por boa parte de sua vida, publicamente homossexual e católico praticante. Ele já se descreveu como gay como "aberrante" e "uma escolha de estilo de vida garantida para trazer aos gays dor e infelicidade". Atualmente ele se identifica como um "ex-gay".

## Ativismo e Polêmicas
Yiannopoulos, um conservador e apoiador convicto da liberdade de expressão, é um crítico feroz do politicamente correto, feminismo, Islamismo e outros movimentos e ideologias que tendem, segundo ele, para o autoritarismo de esquerda. A mídia americana o considera porta voz do movimento alt-right (direita alternativa). Yiannopoulos define-se como um repórter defensor da liberdade individual, um "fundamentalista da liberdade de expressão". Em julho de 2016, ele foi banido para sempre do Twitter por postar mensagens alegadamente ofensivas contra uma atriz negra norte-americana.
Demitiu-se da Breitbart News em Fevereiro de 2017, depois de ter sido acusado de apologia à pedofilia. Milo afirmou, em sua defesa, que falava de sua própria experiência como vítima de abuso sexual infantil, que aconteceu dos 13 aos 16 anos, e que na época não se considerava uma vítima. Ele também já reportou casos de abuso e, acusando a mídia ter divulgado suas falas fora de contexto e sem explicar o que ele realmente dizia, pediu desculpas pelo Facebook por suas palavras que poderiam ser interpretadas de maneira errada e por seu característico humor negro em que, como vítima de pedofilia, se achou no direito de rir da sua antiga experiência.
Yiannopoulos  rejeita as  alegações de que ele é um defensor da pedofilia e alegou que o vídeo tinha sido "enganosamente editado". Nas suas próprias palavrasː "Eu disse que existem relações entre homens mais jovens e homens mais velhos que podem ajudar um jovem gay a escapar de uma falta de apoio ou compreensão em casa. Isso é perfeitamente verdade e todos os homossexuais sabem disso. Mas eu não estava a falar  de nada ilegal e eu não estava a referir-me a meninos pré-púberes".
Em março de 2021, Yiannopoulos declarou para o website LifeSiteNews que ele se considerava um "ex-gay" e começaria a lutar em nome da melhoria da imagem pública de terapia de reorientação sexual. Em junho, ele anunciou que começaria a angariar fundos para ajudar a financiar um centro de terapia de conversão para gays na Flórida.